# Condécourt
Condécourt és un municipi francès, situat al departament de Val-d'Oise i a la regió de Illa de França. L'any 2007 tenia 537 habitants.
Forma part del cantó de Vauréal, del districte de Pontoise i de la Comunitat de comunes Vexin centre.

## Demografia

### Població
El 2007 la població de fet de Condécourt era de 537 persones. Hi havia 200 famílies, de les quals 40 eren unipersonals (16 homes vivint sols i 24 dones vivint soles), 60 parelles sense fills, 92 parelles amb fills i 8 famílies monoparentals amb fills.
La població ha evolucionat segons el següent gràfic:
Habitants censats

### Habitatges
El 2007 hi havia 224 habitatges, 205 eren l'habitatge principal de la família, 8 eren segones residències i 11 estaven desocupats. 191 eren cases i 28 eren apartaments. Dels 205 habitatges principals, 151 estaven ocupats pels seus propietaris, 45 estaven llogats i ocupats pels llogaters i 9 estaven cedits a títol gratuït; 2 tenien una cambra, 12 en tenien dues, 23 en tenien tres, 64 en tenien quatre i 104 en tenien cinc o més. 160 habitatges disposaven pel capbaix d'una plaça de pàrquing. A 79 habitatges hi havia un automòbil i a 118 n'hi havia dos o més.

### Piràmide de població
La piràmide de població per edats i sexe el 2009 era:
| Homes | Edats   | Dones |
| ----- | ------- | ----- |
| 0     | 95 o +  | 0     |
| 0     | 90 a 94 | 0     |
| 0     | 85 a 89 | 0     |
| 0     | 80 a 84 | 0     |
| 8     | 75 a 79 | 4     |
| 4     | 70 a 74 | 12    |
| 12    | 65 a 69 | 12    |
| 8     | 60 a 64 | 20    |
| 8     | 55 a 59 | 12    |
| 16    | 50 a 54 | 12    |
| 36    | 45 a 49 | 32    |
| 8     | 40 a 44 | 20    |
| 16    | 35 a 39 | 16    |
| 24    | 30 a 34 | 32    |
| 16    | 25 a 29 | 4     |
| 28    | 20 a 24 | 4     |
| 4     | 15 a 19 | 20    |
| 32    | 10 a 14 | 24    |
| 24    | 5 a 9   | 20    |
| 20    | 0 a 4   | 8     |

## Economia
El 2007 la població en edat de treballar era de 377 persones, 277 eren actives i 100 eren inactives. De les 277 persones actives 257 estaven ocupades (132 homes i 125 dones) i 20 estaven aturades (9 homes i 11 dones). De les 100 persones inactives 26 estaven jubilades, 40 estaven estudiant i 34 estaven classificades com a «altres inactius».

### Ingressos
El 2009 a Condécourt hi havia 193 unitats fiscals que integraven 501,5 persones, la mediana anual d'ingressos fiscals per persona era de 26.130 €.

### Activitats econòmiques
Dels 26 establiments que hi havia el 2007, 1 era d'una empresa alimentària, 1 d'una empresa de fabricació de material elèctric, 1 d'una empresa de fabricació d'altres productes industrials, 11 d'empreses de construcció, 5 d'empreses de comerç i reparació d'automòbils, 1 d'una empresa d'hostatgeria i restauració, 1 d'una empresa d'informació i comunicació, 3 d'empreses de serveis i 2 d'empreses classificades com a «altres activitats de serveis».
Dels 14 establiments de servei als particulars que hi havia el 2009, 1 era un taller de reparació d'automòbils i de material agrícola, 4 paletes, 2 fusteries, 3 lampisteries, 1 electricista, 1 empresa de construcció, 1 restaurant i 1 saló de bellesa.
L'any 2000 a Condécourt hi havia 7 explotacions agrícoles que ocupaven un total de 756 hectàrees.

## Equipaments sanitaris i escolars
El 2009 hi havia una escola elemental.

## Poblacions més properes
El següent diagrama mostra les poblacions més properes.